# Charadrodromia microphona
Charadrodromia microphona är en tvåvingeart som beskrevs av Axel Leonard Melander 1927. Charadrodromia microphona ingår i släktet Charadrodromia och familjen puckeldansflugor.
Artens utbredningsområde är Washington. Inga underarter finns listade i Catalogue of Life.